# فنجاني ألبي
فنجاني ألبي (الاسم العلمي: Peziza alpina) هو نوع من الفطريات يتبع جنس الفنجاني من فصيلة الفنجانية.